# 鹿島バスターミナル
鹿島バスターミナル（かしまバスターミナル）は、かつて茨城県鹿嶋市宮中にあった関東鉄道が設置していたバスターミナルである。
旧鹿島営業所及び潮来営業所の所属車両や担当路線については潮来営業所を参照のこと。

## 概要
1970年に国鉄鹿島線が開業するまでは、鹿島郡鹿島町（当時）の公共交通機関の中心となる存在であった。
当バスターミナルに併設して関東鉄道鹿島営業所（かしまえいぎょうしょ）があったが、2006年12月8日に潮来市辻に移転し、営業所名も「潮来営業所」に変更された。営業所移転後もバス停留所として使用され、主に東京方面への高速バスや、市内や神栖市・銚子市方面への路線バスが発着していたが、2009年7月1日廃止となった。
ターミナル内部は営業所による乗車券窓口と待合室が設置されていた。待合室には関鉄プラザによる売店と立ち食いそば店が営業していた。そば店ではたい焼きも製造・販売されており、廃止前の鉾田駅のような、かつて関東鉄道（およびグループ）の鉄道駅で営業されていたものと変わらない光景が見られた。

### 現在
バスターミナルの廃止後は、停留所の道路上への移設と、停留所名の変更（高速バス：「鹿島神宮」、一般路線バス：「鹿嶋宮中」）が行われた。
跡地は更地になり営業当時の面影は残っていない。2023年時点で、駐車場となっている。

## 廃止時点におけるのりばと発着路線

### 高速バス
- 1番乗り場
  - 関東鉄道・京成バス・JRバス関東 - かしま号（東京駅）
  - 関東鉄道 - 海浜幕張駅・東京ディズニーリゾート・東京テレポート駅
  - 関東鉄道・京浜急行バス - 羽田空港

### 路線バス
- 2番乗り場
  - 関東鉄道（潮来営業所） - 高松緑地公園、サテライトしおさい鹿島
  - 関鉄観光バス（潮来営業センター） - 潮来車庫
- 3番乗り場
  - 関東鉄道（潮来営業所） - 知手団地南、土合ヶ原鹿石社宅、銚子駅（柳川局前経由、日川経由）
- 4番乗り場
  - 関東鉄道（潮来営業所） - 鹿島神宮駅、カシマサッカースタジアム